# 「ドン・ジョヴァンニ」の回想
「ドン・ジョヴァンニ」の回想（Réminiscences de Don Juan, サール番号：S.418）は、フランツ・リストが作曲（編曲）したピアノ曲。ヴォルフガング・アマデウス・モーツァルトの歌劇『ドン・ジョヴァンニ』からいくつかの旋律を抜き出し、再構成したパラフレーズ作品である。

## 概要
1841年に作曲され、1843年に出版、デンマーク王クリスチャン8世に献呈された。
リストのオペラ・パラフレーズの代表作として古くから知られる一方、難曲としても知られており、フェルッチョ・ブゾーニは「ピアニズムの頂点をなすものとして、象徴的な意味を持つ」、ゲンリフ・ネイガウスは「正確に弾きこなすことができるのは、ギンスブルクを除けばピアノラのみだろう」と述べている。また、アレクサンドル・スクリャービンは本曲と《イスラメイ》を練習中に右手を故障している。
リスト自身によって、1877年に二台ピアノ用編曲（S.656）が作られている。またブゾーニが1918年に校訂した版には、経過的なパッセージのカットを含む大小の変更が記されており、これが「ブゾーニ版」として演奏される場合もある。
リストは1842年から43年にかけて『フィガロの結婚』と『ドン・ジョヴァンニ』の主題による《フィガロとドン・ジョヴァンニの主題による幻想曲》S.697の作曲を試みたが未完に終わった。ブゾーニとレスリー・ハワードが補筆・校訂している。ブゾーニ版では『ドン・ジョヴァンニ』の主題がカットされ、大幅に短縮されている。

## 楽曲構成
グラーヴェ、ニ短調、4/4拍子。オペラの第二幕、墓地にて騎士長がドン・ジョヴァンニに警告する場面の音楽（"Di rider finirai pria dell'aurora"）から始まる。続いてオペラの終盤、騎士長が食事の席に現れる場面の音楽（"non si pasce di cibo mortale"）が用いられ、重苦しい雰囲気で音楽は進んでいく。この場面では半音階の急速なパッセージが吹き荒れ、騎士長の復讐心を暗示する。
アンダンティーノ、イ長調、2/4拍子となると、オペラ第一幕の二重唱「お手をどうぞ」（"Là ci darem la mano"）が穏やかに現れる。カデンツァをはさみつつ、この主題による二つの変奏が続く。第1変奏は6連符を中心に扱い、様々な技巧が披歴される。第2変奏は対位法的な処理から始まるが、騎士長の音楽がふたたび現れる（"Tu m'invitasti a cena"）と半音階のパッセージが支配するようになり、主題は展開風に扱われる。
主題を予示する間奏を挟んで、プレスト、変ロ長調で第一幕のドン・ジョヴァンニのアリア「シャンパンの歌」（"Fin ch'han dal vino"）が軽快に現れる。この主題は3回繰り返され、次第に華やかに奏されるようになる。そのまま華麗なコーダに至るが、終結の直前に騎士長の音楽が変ホ短調で三たび現れ、オペラの結末を暗示する（前述のブゾーニ版ではこの部分は省かれている）。
要求される演奏技巧は幅広い跳躍、オクターヴの連続、急速な三度重音、アルペジオやスケールなど多岐にわたる。